# 2023년 벨고로드주 공격
 2023년 벨고로드주 공격(2023 Belgorod Oblast attack)은 이르핀 선언 파벌의 러시아 벨고로드주를 대상으로 한 공격이다. 2023년 5월 22일, 러시아 당국은 무장한 우크라이나 사보타주 및 정찰대가 국경을 넘어 벨고로드주로 진입했다고 밝혔다. 보도해 따르면, 이르핀 선언에 충성하는 두 러시아 반정부 파르티잔 단체인 러시아 자유 군단과 러시아 의용군은 러시아의 공격으로부터 우크라이나를 보호하기 위해 벨고로드에 비무장 지대를 만드는 것을 목표로 그라이보론 지구를 공격했다. 러시아 자유 군단은 국경 도시인 코진카와 고라포돌을 점령했으며, 전방 부대가 그라이보론 지구 중심부에 도달했다고 주장했다. 보도가 사실이라면, 러시아의 우크라이나 침공이 시작된 이래 최대 규모의 침공이다.

## 배경
2022년 2월 24일 시작된 러시아의 우크라이나 침공 이후 주로 브랸스크주, 쿠르스크주, 벨고로드주에서 러시아 서부에 대한 여러 차례 공격이 있어왔다. 러시아는 우크라이나에게 책임이 있다고 비난했다. 모스크바 타임즈는 "우크라이나는 자신이 공격 세력의 배후에 있다는 것을 부인하지 않으면서도, 공격의 주체라 주장하지 않았다"라고 말했다.
2023년 2월 초, 브랸스크주 당국은 우크라이나와의 국경 경계를 강화하고 있다고 주장했다. 브랸스크주 주지사 알렉산드르 보고마즈는 '국경을 방어하는 지휘관들'과의 회의 사진을 그의 텔레그램 게시하고 "러시아군이 방어 구조물과 거점 건설에 대한 작업의 완료에 대해 감사를 표했다"고 말했다.

## 공격
2023년 5월 22일, 러시아 텔레그램 채널에 벨고로드주 그라이보론 지역 국경 검문소에 대한 확실한 군사적 급습을 보여주는 영상이 게시됐다. 그날 늦게 벨고로드주 주지자 뱌체슬라프 글랏코프는 텔레그램을 통해 "우크라이나 군사 사보타주 및 정찰대"가 지역에 진입했다고 발표하면서 러시아군이 "적을 제거하기 위한 필요한 조치를 취하고 있다"고 말했다.